# Colmenarejo
Colmenarejo ist eine zentralspanische Kleinstadt und eine Berggemeinde (municipio) mit 9.623 Einwohnern (Stand: 2024) im Nordwesten der Autonomen Gemeinschaft Madrid.

## Lage und Klima
Der Bergort Colmenarejo liegt am Südrand der Sierra de Guadarrama gut 40 km nordwestlich der Stadt Madrid in einer Höhe von ca. 870 m; der Klosterpalast des Escorial befindet sich nur etwa 12 km westlich. Das Klima im Winter ist kühl, im Sommer dagegen gemäßigt bis warm; Niederschläge – manchmal auch in Form von Schnee – (ca. 445 mm/Jahr) fallen überwiegend im Winterhalbjahr.

## Bevölkerungsentwicklung
| Jahr      | 1857 | 1900 | 1950 | 2000  | 2018  |
| Einwohner | 326  | 400  | 544  | 4.395 | 9.124 |

Der seit der Mitte des 20. Jahrhunderts zu verzeichnende Bevölkerungsanstieg ist im Wesentlichen auf die relative Nähe zum Großraum Madrid und den zunehmenden innerspanischen Tourismus zurückzuführen.

## Wirtschaft
Möglicherweise bereits seit der Antike wurden in der Umgebung Erzminen (hauptsächlich Kupfer) betrieben. In früheren Zeiten lebten die Bewohner des Ortes wie der gesamten Bergregion nahezu ausnahmslos als Selbstversorger von den Erträgen ihrer Felder und Hausgärten; auch Viehzucht wurde betrieben. Mit der Verbesserung der Verkehrsbedingungen (Eisenbahnanbindung, Autobusse) seit den 1850er Jahren ist der Ort als Luftkurort und Sommerfrische immer beliebter geworden.

## Geschichte
Kelten, Römer, Westgoten und Mauren haben – mit Ausnahme der Erzminen – keine Spuren hinterlassen; das Gebiet um Colmenarejo diente den Viehherden aus den Tallagen als Sommerweide. Der Ort wurde sehr wahrscheinlich erst im Mittelalter gegründet; im Jahr 1445 wurde er in die gerade erst gegründete königliche Grafschaft Manzanares (Condado del Real de Manzanares) eingegliedert, deren erster Amtsinhaber Iñigo López de Mendoza war.

## Sehenswürdigkeiten

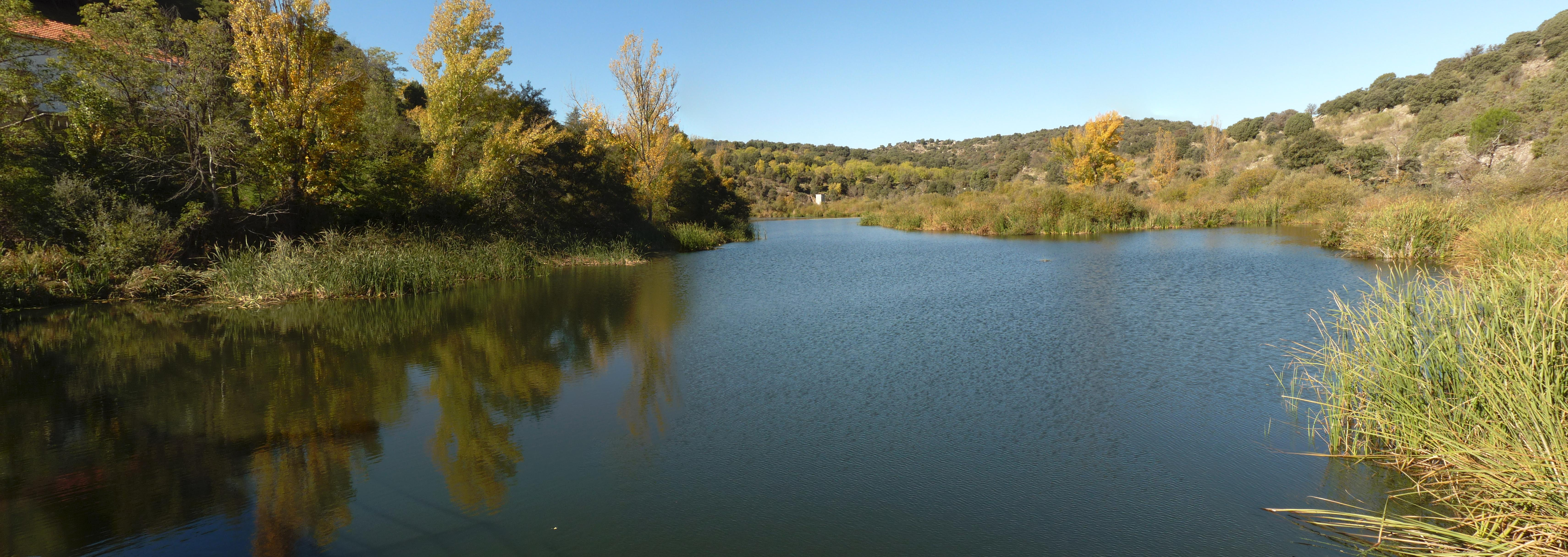
Colmenarejo – alter Stausee (Aulencia Reservoir)

- Die Iglesia de Santiago Apóstol stammt aus dem 16. Jahrhundert; während die Apsis über ein spätgotisches Rippengewölbe verfügt, wird das Kirchenschiff (nave) von einem offenen hölzernen Dachstuhl überspannt.[4]
- Im Ort befinden sich mehrere Brunnen (fuentes), die auch als Viehtränken (abrevaderos) genutzt wurden.

Umgebung
- Der alte Aulencia-Stausee sowie ein Teil des neuen Almenarejo-Stausees befinden sich auf dem Gemeindegebiet.